# Кейтер, Генрих
Генрих Кейтер (нем. Heinrich Keiter; 17 июня 1853, Падерборн — 30 августа 1898, Регенсбург) — немецкий литературный критик и редактор католического направления.
Редактировал газеты Westfälischer Merkur и Deutscher Hausschatz; во втором из них сотрудничал с Карлом Маем.
В своих критических статьях и трудах по истории литературы стремился, главным образом, выдвинуть католических писателей Германии. Напечатал книги «Опыт теории романа» (нем. Versuch einer Theorie des Romans; Падерборн, 1876), «Католические рассказчики нового времени» (нем. Katholische Erzähler der Neuzeit; Падерборн, 1880; 2 изд. 1890), «Современные католические поэты Германии» (нем. Zeitgenössische katholische Dichter Deutschlands; Падерборн, 1883), «Католическая поэзия в Германии после 1848 года» (нем. Die katholische Poesie in Deutschland seit 1848; Франкфурт-на-Майне, 1885), очерки жизни и творчества Йозефа фон Эйхендорфа (1887), Аннетте Дросте-Хюльсхофф (1890) и Генриха Гейне (1891).
Кейтеру также принадлежит ряд художественных произведений: роман «Per aspera ad Astra!» (1874), исторический рассказ «Der tolle Christian in Paderborn» (1889) и др. В 1894 г. выпустил автобиографию.